# Formula 2000 giapponese 1977
La stagione 1977 della Formula 2000 giapponese fu corsa su 8 gare. Fu vinta dal pilota nipponico Kazuyoshi Hoshino su Nova-BMW.

## La pre-stagione

### Calendario
| Gara | Nome                             | Circuito           | Giri | Lunghezza           | Data         |
| ---- | -------------------------------- | ------------------ | ---- | ------------------- | ------------ |
| 1    | Big 2&4 Race                     | Circuito di Suzuka | 28   | 28x6,000=168 km     | 6 marzo      |
| 2    | Suzuka Diamond Trophy            | Circuito di Suzuka | 30   | 30x6,000=180 km     | 3 aprile     |
| 3    | Nishinihon Formula Champion Race | Circuito di Mine   | 55   | 55x2,821=155,155 km | 1º maggio    |
| 4    | Suzuka Formula Champion          | Circuito di Suzuka | 30   | 30x6,000=180 km     | 22 maggio    |
| 5    | JAF Fuji GP                      | Circuito del Fuji  | 50   | 50x4,359=217,95 km  | 5 giugno     |
| 6    | Fuji Formula Champion            | Circuito del Fuji  | 40   | 40x4,300=172 km     | 7 agosto     |
| 7    | Great 20 Racers                  | Circuito di Suzuka | 30   | 30x6,000=180 km     | 25 settembre |
| 8    | JAF Suzuka GP                    | Circuito di Suzuka | 35   | 35x6,000=210 km     | 6 novembre   |

- Tutte le corse sono disputate in Giappone.

## Piloti e team
| Team                                     | Telaio                         | Nr.   | Pilota                | Gare          |
| ---------------------------------------- | ------------------------------ | ----- | --------------------- | ------------- |
| Theodore Racing                          | Chevron B35-Ford               | 0     | Patrick Tambay        | 5             |
| Turney Racing                            | March 752-BMW                  | 1/2   | Motoharu Kurosawa     | 1-2, 4-5, 7   |
| Turney Racing                            | March 722-BMW                  | 2     | Patrick Depailler     |               |
| Hot Stuff Racing                         | March 752-BMW                  | 1/10  | Moto Kitano           | 3-5           |
| Hot Stuff Racing                         | March 742-BMW                  | 26    | Kenichi Takeshita     | 1             |
| Hot Stuff Racing                         | March 752-BMW                  | 26    | Takahashi Yorino      | 2             |
| Kojima                                   | Kojima KE008-BMW               | 1     | Masahiro Hasemi       | 4-5           |
| Kojima                                   | March 742-BMW                  | 33    | Didier Pironi         | 8             |
| Kojima                                   | Kojima KE008-BMW               | 34    | Hans-Joachim Stuck    |               |
| Hasemi                                   | Chevron B40-Nissan             | 1     | Masahiro Hasemi       | 6-8           |
| Takahara Racing                          | Nova 512-BMW                   | 3     | Noritake Takahara     | 1-2, 4-8      |
| Heroes Racing Corporation                | Nova 512-BMW                   | 5     | Kazuyoshi Hoshino     | 1-2, 4-8      |
| Heroes Racing Corporation                | Nova 512-BMW Nova 522-BMW      | 19    | Satoru Nakajima       | 1-2, 4-8      |
| Team Nicole Racing Japan JAX Racing Team | March 742-BMW                  | 6     | Nico Nicole           | 1-2, 4-5      |
|                                          | Brabham BT36-Hart              | 6     | Kiyoshi Misaki        | 3             |
| Team Oscar                               | March 742-BMW                  | 6     | José Dolhem           | 8             |
| Team Oscar                               | Chevron B35-Toyota             | 6     | Yoshimi Katayama      |               |
| Team Tomei                               | March 742-BMW                  | 7/27  | Keiji Takahashi       | Tutte         |
| Kenzo Muromachi                          | Brabham BT36-Ford              | 7     | Kenzo Muromachi       |               |
| Matsumoto Racing Union                   | March 752-BMW Chevron-BMW      | 8     | Keiji Matsumoto       | Tutte         |
| Central 20 Racing                        | March 752-BMW                  | 9     | Haruhito Yanagida     | 5             |
| Central 20 Racing                        | March 752-Nissan               | 26    | Kenji Tohira          | 8             |
|                                          | Surtees TS15-Ford              | 11/16 | Kuniomi Nagamatsu     | 3-5           |
| Racing Shop Yatsuka                      | Surtees TS15-Ford              | 11    | Tetsu Okada           | 4             |
| Sakai Racing Team                        | Nova 512-BMW Nova 522-BMW      | 12    | Masami Kuwashima      | 1-2, 4-8      |
| Hickok Racing Team                       | Surtees TS15-Ford              | 15    | Jirou Yoneyama        | 1-5, 7-8      |
| Hickok Racing Team                       | March 752-BMW                  | 18    | Syou Hayami           | 1-2           |
| Racing Team Combat                       | March 762-BMW                  | 17    | Hisayoshi Mitsuashi   | 1-2, 4-6      |
| Fushida Racers                           | March 752-BMW                  | 18    | Hiroshi Fushida       | 5             |
| Fushida Racers                           | March 752-BMW                  | 18    | Stephen South         | 8             |
| Speed Star Racing                        | March 742-BMW Kojima KE008-BMW | 20    | Kunimitsu Takahashi   | Tutte         |
| Speed Star Racing                        | March 742-BMW                  | 21    | Masao Segawa          | 7             |
| Tomei Jidousya                           | Nova 35P-Nissan                | 25    | Tadao Wada            | 8             |
|                                          | March 752-BMW                  | 27    | Fumiyasu Satou        | 7-8           |
| Kauhsen Racing                           | Kauhsen -Renault               | 30    | Keke Rosberg          | 8             |
| Kauhsen Racing                           | Kauhsen -Renault               | 30    | Jean-Pierre Jabouille |               |
| Victory Circle Club                      | Chevron B40-BMW                | 31    | Riccardo Patrese      | 8             |
| Victory Circle Club                      | Ralt RT1-BMW                   | 36    | Danny Sullivan        | 8             |
| Victory Circle Club                      | Ralt RT1-BMW                   | 36    | Ingo Hoffmann         |               |
| GPA                                      | Martini Mk 22-Renault          | 33    | René Arnoux           |               |
| Shick Super Racing                       | Chevron B35/40-BMW             | 37    | Tetsu Izukawa         | 1-2, 4-6, 8   |
| Team Phoenix                             | Nova 512-BMW Nova 02-BMW       | 88    | Nahoiro Fujita        | 1-2, 4-5, 7-8 |

## Risultati e classifiche

### Risultati
| Gara | Circuito | Tempo      | Velocità    | Pole position       | GPV               | Vincitore                          | Vettura              |
| ---- | -------- | ---------- | ----------- | ------------------- | ----------------- | ---------------------------------- | -------------------- |
| 1    | Suzuka   | 56:54.6    | 177,12 km/h | Kazuyoshi Hoshino   |                   | Kunimitsu Takahashi                | March-BMW            |
| 2    | Suzuka   | 1'01:06.7  | 176,73      | Kazuyoshi Hoshino   | Kazuyoshi Hoshino | Kazuyoshi Hoshino                  | Nova-BMW             |
| 3    | Mine     | 1'06:42.3  | 139,56 km/h | Kunimitsu Takahashi |                   | Kunimitsu Takahashi                | March-BMW            |
| 4    | Suzuka   | 1'12:05.3  | 149,82 km/h | Kazuyoshi Hoshino   |                   | Masahiro Hasemi                    | Kojima-BMW           |
| 5    | Fuji     | 1'06:10.93 | 197,59 km/h | Kazuyoshi Hoshino   |                   | Kazuyoshi Hoshino                  | Nova-BMW             |
| 6    | Fuji     | 52:36.51   | 196,17 km/h | Kazuyoshi Hoshino   |                   | Kazuyoshi Hoshino                  | Nova-BMW             |
| 7    | Suzuka   | 1'13:35.53 | 146,75 km/h | Kazuyoshi Hoshino   |                   | Kunimitsu Takahashi                | Kojima-BMW           |
| 8    | Suzuka   | 1'18:44.33 | 160,02 km/h | Kazuyoshi Hoshino   |                   | Riccardo Patrese Kazuyoshi Hoshino | Chevron-BMW Nova-BMW |

### Classifica piloti
I punti sono assegnati secondo lo schema seguente:
| Sistema di punteggio | Sistema di punteggio | Sistema di punteggio | Sistema di punteggio | Sistema di punteggio | Sistema di punteggio | Sistema di punteggio | Sistema di punteggio | Sistema di punteggio | Sistema di punteggio | Sistema di punteggio |
| Posizione            | 1º                   | 2º                   | 3º                   | 4º                   | 5º                   | 6º                   | 7º                   | 8º                   | 9º                   | 10º                  |
| -------------------- | -------------------- | -------------------- | -------------------- | -------------------- | -------------------- | -------------------- | -------------------- | -------------------- | -------------------- | -------------------- |
| Gara 3 e 6           | 15                   | 12                   | 10                   | 8                    | 6                    | 4                    |                      |                      |                      |                      |
| altre gare           | 20                   | 15                   | 12                   | 10                   | 8                    | 6                    | 4                    | 3                    | 2                    | 1                    |

Contano i 5 migliori risultati. I piloti ospiti non partecipano alla classifica finale. La loro posizione è trasparente ai fini dell'assegnazione dei punti.
| 1                                        | Kazuyoshi Hoshino    | 3   | 1   |     | 2   | 1   | 1   | Rit | 2   | 90 (102)     |
| 2                                        | Kunimitsu Takahashi  | 1   | 4   | 1   | 3   | 2   | 3   | 1   | 3   | 87 (117)     |
| 3                                        | Satoru Nakajima      | 4   | Rit |     | 10  | 5   | 2   | 3   | 5   | 52 (53)      |
| 4                                        | Masahiro Hasemi      |     |     |     | 1   | 3   | 9   | 4   | 9   | 46           |
| 5                                        | Masami Kuwashima     | 5   | 2   |     | 13  | Rit | 4   | 8   | 4   | 46           |
| 6                                        | Noritake Takahara    | Rit | Rit |     | 4   | 4   | 5   | 5   | 8   | 40           |
| 7                                        | Keiji Takahashi      | 12  | 8   | Rit | Rit | 6   | 6   | 2   | 6   | 36           |
| 8                                        | Motoharo Kurosawa    | 2   | 3   |     | 5   | Rit |     | Rit |     | 35           |
| 9                                        | Keiji Matsumoto      | 7   | 5   | 3   | 6   | 9   | 10  | 7   | Rit | 32 (34)      |
| 10                                       | Hisayoshi Mitsuhashi | 6   | 6   |     | 14  | 7   | 8   |     |     | 16           |
| 11                                       | Kuniomi Nagamatsu    |     |     | 2   | 8   | 11  |     |     |     | 15           |
| 12                                       | Jiro Yoneyama        | Rit | Rit | 6   | Rit | 13  |     | 6   | 13  | 11           |
| 13                                       | Tetsu Izukawa        | 8   | 9   |     | 7   | Rit | 7   |     | 12  | 11           |
| 14                                       | Moto Kitano          |     |     | 4   | 11  | Rit |     |     |     | 8            |
| 15                                       | Kiyoshi Misaki       |     |     | 5   |     |     |     |     |     | 6            |
| 16                                       | Nico Nicole          | 10  | 7   |     | 12* | 10  |     |     |     | 6            |
| 17                                       | Haruhito Yanagida    |     |     |     |     | 8   |     |     |     | 3            |
| 18                                       | Takao Wada           |     |     |     |     |     |     |     | 10  | 3            |
| 19                                       | Nahoiro Fujita       | 11  | 12  |     | 9   | 12  |     | Rit | Rit | 2            |
| 20                                       | Fumiyasu Satou       |     |     |     |     |     |     | 9   | 15  | 2            |
| 21                                       | Kenichi Takeshita    | 9*  |     |     |     |     |     |     |     | 2            |
| 22                                       | Takahashi Yorino     |     | 10  |     |     |     |     |     |     | 1            |
| 23                                       | Shaw Hayami          | Rit | 11  |     |     |     |     |     |     | 0            |
| 24                                       | Kenji Tohira         |     |     |     |     |     |     |     | 14  | 0            |
|                                          | Satoshi Okada        |     |     |     | Rit |     |     |     |     | -            |
|                                          | Hiroshi Fushida      |     |     |     |     | Rit |     |     |     | -            |
|                                          | Maseo Segawa         |     |     |     |     |     |     | Rit |     | -            |
| Piloti ospiti non eleggibili per i punti |                      |     |     |     |     |     |     |     |     |              |
|                                          | Patrick Tambay       |     |     |     |     | Rit |     |     |     | -            |
|                                          | Riccardo Patrese     |     |     |     |     |     |     |     | 1   | -            |
|                                          | Stephen South        |     |     |     |     |     |     |     | 7   | -            |
|                                          | José Dolhem          |     |     |     |     |     |     |     | 11  | -            |
|                                          | Danny Sullivan       |     |     |     |     |     |     |     | 16  | -            |
|                                          | Didier Pironi        |     |     |     |     |     |     |     | Rit | -            |
|                                          | Keke Rosberg         |     |     |     |     |     |     |     | Rit | -            |
| Pos                                      | Pilota               | 2&4 | SDT | NFC | SFC | FUJ | FFC | GRT | SUZ | Punti validi |

| Colore  | Risultato             |
| ------- | --------------------- |
| Oro     | Vincitore             |
| Argento | 2º posto              |
| Bronzo  | 3º posto              |
| Verde   | Finito a punti        |
| Blu     | Finito senza punti    |
| Viola   | Ritirato (Rit)        |
| Viola   | Non classificato (NC) |
| Rosso   | Non qualificato (NQ)  |
| Nero    | Squalificato (SQ)     |
| Bianco  | Non partito (NP)      |
| Bianco  | Non ha gareggiato     |
| Bianco  | Infortunato (INF)     |
| Bianco  | Escluso (ES)          |
| Bianco  | Gara cancellata (C)   |

### Suzuka Championship
Nella classifica contano solo i risultati colti sul Circuito di Suzuka. Partecipano alla classifica anche i piloti ospiti. Non vi sono scarti
| Pos | Pilota               | 2&4 | SDT | SFC | GRT | SUZ | Punti |
| --- | -------------------- | --- | --- | --- | --- | --- | ----- |
| 1   | Kunimitsu Takahashi  | 1   | 4   | 3   | 1   | 3   | 74    |
| 2   | Kazuyoshi Hoshino    | 3   | 1   | 2   | Rit | 2   | 63    |
| 3   | Masami Kuwashima     | 5   | 2   | 13  | 8   | 4   | 36    |
| 4   | Motoharo Kurosawa    | 2   | 3   | 5   | Rit |     | 35    |
| 5   | Masahiro Hasemi      |     |     | 1   | 4   | 9   | 32    |
| 6   | Satoru Nakajima      | 4   | Rit | 10  | 3   | 5   | 31    |
| 7   | Keiji Takahashi      | 12  | 8   | Rit | 2   | 6   | 24    |
| 8   | Keiji Matsumoto      | 7   | 5   | 6   | 7   | Rit | 22    |
| 9   | Noritake Takahara    | Rit | Rit | 4   | 5   | 8   | 21    |
| 10  | Riccardo Patrese     |     |     |     |     | 1   | 20    |
| 11  | Hisayoshi Mitsuhashi | 6   | 6   | 14  |     |     | 12    |
| 12  | Tetsu Izukawa        | 8   | 9   | 7   |     | 12  | 9     |
| 13  | Jiro Yoneyama        | Rit | Rit | Rit | 6   | 13  | 7     |
| 14  | Nico Nicole          | 10  | 7   | 12* |     |     | 5     |
| 15  | Stephen South        |     |     |     |     | 7   | 4     |
| 16  | Kuniomi Nagamatsu    |     |     | 8   |     |     | 3     |
| 17  | Nahoiro Fujita       | 11  | 12  | 9   | Rit | Rit | 2     |
| 18  | Fumiyasu Satou       |     |     |     | 9   | 15  | 2     |
| 19  | Kenichi Takeshita    | 9*  |     |     |     |     | 2     |
| 20  | Takahashi Yorino     |     | 10  |     |     |     | 1     |
| 20  | Takao Wada           |     |     |     |     | 10  | 1     |
| 22  | Shaw Hayami          | Rit | 11  |     |     |     | 0     |
| 22  | Moto Kitano          |     |     | 11  |     |     | 0     |
| 22  | José Dolhem          |     |     |     |     | 11  | 0     |
| 25  | Kenji Tohira         |     |     |     |     | 14  | 0     |
| 26  | Danny Sullivan       |     |     |     |     | 16  | 0     |
|     | Satoshi Okada        |     |     | Rit |     |     | -     |
|     | Maseo Segawa         |     |     |     | Rit |     | -     |
|     | Didier Pironi        |     |     |     |     | Rit | -     |
|     | Keke Rosberg         |     |     |     |     | Rit | -     |
| Pos | Pilota               | 2&4 | SDT | SFC | GRT | SUZ | Punti |

| Colore  | Risultato             |
| ------- | --------------------- |
| Oro     | Vincitore             |
| Argento | 2º posto              |
| Bronzo  | 3º posto              |
| Verde   | Finito a punti        |
| Blu     | Finito senza punti    |
| Viola   | Ritirato (Rit)        |
| Viola   | Non classificato (NC) |
| Rosso   | Non qualificato (NQ)  |
| Nero    | Squalificato (SQ)     |
| Bianco  | Non partito (NP)      |
| Bianco  | Non ha gareggiato     |
| Bianco  | Infortunato (INF)     |
| Bianco  | Escluso (ES)          |
| Bianco  | Gara cancellata (C)   |